# Водостай (Карловаць)
45°30′ пн. ш. 15°35′ сх. д. / 45.50° пн. ш. 15.58° сх. д.
Водостай (хорв. Vodostaj) — населений пункт у Хорватії, у Карловацькій жупанії у складі міста Карловаць.

## Населення
Населення за даними перепису 2011 року становило 504 осіб.
Динаміка чисельності населення поселення: